# 廖修平
廖修平（1936年—），臺灣版畫家，為臺灣現代版畫先驅，被譽為「臺灣現代版畫之父」。

## 生平
1936年出生於臺北萬華，1948年西門國小畢業，入大同中學。受其師吳棟材啟蒙，開始正式習畫。曾與張萬傳有短暫的師生緣。
1955年考入國立臺灣師範大學美術系，課餘在李石樵畫室習畫。1959年自台灣省立師範大學藝術系畢業，至實踐家專實習一年，任陳慧坤老師的助教。1960年加入「今日美術協會」。
1962年，與吳淑真結婚。3月廖修平赴日本國立東京教育大學（筑波大學前身）繪畫研究科學習，接觸石刻與木版畫，向高橋正人學習色彩學、構成原理和基本設計，逐漸深入現代藝術。1963年4月參加第31屆日本版畫協會展。
1964年於東京造型畫廊舉辦首次個展，以中華民國畫學會會員身分展出。畢業後廖修平赴法國，於國立巴黎美術學院油畫教室與版畫十七（Atelier 17）工作室進修，此期間他向史丹利·威廉·海特學習一版多色凹凸法的金屬版畫技術，也反思做為一位來自東方的藝術家，如何尋找自己的文化根源，兒時對龍山寺的記憶開始營繞他腦海，東方寺廟民俗符號語言成為他重要的創作元素。在法國期間，因常與謝里法、陳錦芳切磋技藝而被稱為「巴黎三劍客」。1966年，廖修平攜回在巴黎版畫十七工作室所研究的數十件蝕刻版畫及一版多色技法的作品，在台灣省立博物館展出，首度讓國內藝術界人士目睹凹版版畫的彩色製印方式。1967年於巴黎藝術之家個展，亦於阿根廷、維也納、奧地利等地舉辦版畫個展。
1968年，被推舉為法國秋季沙龍版畫部會員。取得挪威政府獎學金，赴挪威的藝術家之村。同年底應美國邁阿密現代美術館之邀舉辦個展，舉家遷美，於紐約習畫。廖修平進入美國紐約普瑞特藝術學院，研究版畫藝術的「拼版法」。1969年，轉往羅伯特•布雷克朋的「創意版畫工作室」專心做版畫。在那裡提供各國版畫訓練，可以說是一個國際化的工作室。1971年，定居紐澤西設個人版畫工作室，期間發展出七彩彩虹層版畫特色。
1973年廖修平返國後，於臺灣師範大學、文化大學、臺灣藝術大學和臺北藝術大學任教，將出國進修期間學習的版畫技法引進臺灣。1974年3月，10位受教於廖修平的青年藝術家於臺北幼獅畫廊舉辦聯展，並創立「十青版畫會」，傳承廖修平的理念推廣版畫藝術，活躍至今。1976年結束國立台灣師範大學美術系教職返美。
1977年，廖修平曾應母校筑波大學邀請，赴日本開設版畫工作坊。廖修平為「十青版畫會」重要推手，且長期推動版畫教育與國際版畫藝術交流，提攜青年藝術家，因而有「臺灣現代版畫之父」的美譽。
1979年結束筑波大學教職，返美擔任美國西東大學藝術系版畫教授，執教到1992年。
1982年，於歷史博物館舉行「廖修平編年版畫展」。1983年協助文建會策畫「國際版畫雙年展」。應國科會之邀返台任師大客座教授。1987年著作《版畫技巧123》出版。1992年因病辭退美國西東大學教職。應南京藝術學院版畫系主任張仲則邀請開講，舉行「三版展」，在5-9屆時，設立「廖修平版畫獎學金」。1995年將高雄市美術館收藏<鏡之門>作品款項另設「版畫大獎」，鼓勵版畫家申請補助出國進修。於比利時烈日市立現代美術館舉辦「廖修平作品展」。1996年李仲生文教基金會頒證「現代繪畫成就獎」。2000年於台北市立美術館舉辦「門戶之『檻』——廖修平的符號藝術展」。2001年於台北國立歷史博物館舉辦「版畫師傅——廖修平版畫回顧展」。2002年，廖修平妻子意外過世，廖修平藉由創作走出憂鬱、傷痛，作品也由版畫擴及複合媒材。2009年，廖修平與江明賢於「台灣心．台灣情——廖修平．江明賢二人展」，展出作品被日本藝評家森美根子形容為「感性而哀愁」。
2009年任國立台北師範大學美術系講座教授。於北京中國美術館舉行「福華人生——廖修平作品展」、日本東京涉谷區利松濤美術館舉行「廖修平作品展」。10月發起「台灣美術院」，並擔任院長一職。2014年榮獲日本版畫協會第一位海外國際榮譽會員。
2016年，廖修平80歲個展「福彩 ‧ 版華」，展出不同創作時期代表作，2008年後的《福祿門》、《新富臨門》為多媒材畫作，呈現走過傷痛之後的平安寧靜心境。廖修平雖以版畫著稱，但其創作並不拘於版畫領域，亦擅長繪畫、浮雕、雕塑。

## 獲獎紀錄
| 1965 年 | 法國春季沙龍銀牌獎                                                 |
| 1969 年 | 紐約普特拉版畫家展佳作獎                                           |
| 1970 年 | 東京國際版畫雙年展佳作獎紐約第28屆奧多本藝術家展首獎               |
| 1971 年 | 波士頓全美版畫家優秀獎                                             |
| 1972 年 | 美國新澤西州藝術委員會版畫藝術創作獎紐約羅徹斯特宗教藝術節版畫首獎 |
| 1974 年 | 臺灣十大傑出青年獎                                                 |
| 1976 年 | 臺北中華民國版畫協會金璽獎                                         |
| 1979 年 | 吳三連文藝獎                                                       |
| 1980 年 | 韓國漢城國際小版畫大獎                                             |
| 1993 年 | 挪威國際版畫三年展銀牌獎                                           |
| 1996 年 | 李仲生文教基金會「現代繪畫成就獎」                                 |
| 1998 年 | 中華民國第二屆國家文藝獎－美術類                                   |
| 2006 年 | 第五屆埃及國際版畫三年展優選獎                                     |
| 2010 年 | 第29屆行政院文化獎                                                 |

製表參考《臺灣現代版畫推動者─廖修平》

## 作品集
- . 臺北: 國父紀念館. 2007-06. ISBN 9789860097320.
- . 臺北: 臺灣美術院文化藝術基金會. 2011-03. ISBN 9789868700710.
- . 臺北: 中華文化總會. 2013-09. ISBN 9789866573385.

## 著作
- 廖修平. . 臺北: 雄獅. 1989-12. ISBN 9789579420013.
- 廖修平、董振平. . 臺北: 雄獅. 1991-07. ISBN 9789579420655.

## 外部連結
- 順天美術館 - 廖修平 - 門裡 門 門外 （页面存档备份，存于）